# 塔尔恩塔兰
塔尔恩塔兰（Tarn Taran），是印度旁遮普邦塔爾恩塔蘭縣的一个城镇。2001年总人口55,587，2011年人口66,847。
在塔爾恩塔蘭縣於2006年成立前，塔爾恩塔蘭原屬阿姆利則縣。

## 人口
该地2001年总人口55,587人，其中男性29,187人，女性26,400人；0－6岁人口6,749人，其中男3,766人，女2,983人；识字率66.83%，其中男性为70.46%，女性为62.82%。